# Kazkabar Bwarouz
 (janvier 2015).
Kazkabar Bwarouz est un lieu culturel de l’île de La Réunion.
Kazkabar Bwarouz est connu par les amateurs de maloya qui s'y rendent en général le 20 décembre, date de la fête de l'abolition de l'esclavage à La Réunion. Kazkabar, qui signifie en français « la maison de la rencontre », est un espace de réflexion, d'échanges de savoir-faire et de création (terre de Bois-Rouge, arbres, fleurs, tisanes, théâtre, musique) en créole réunionnais.

## Position et données géographiques

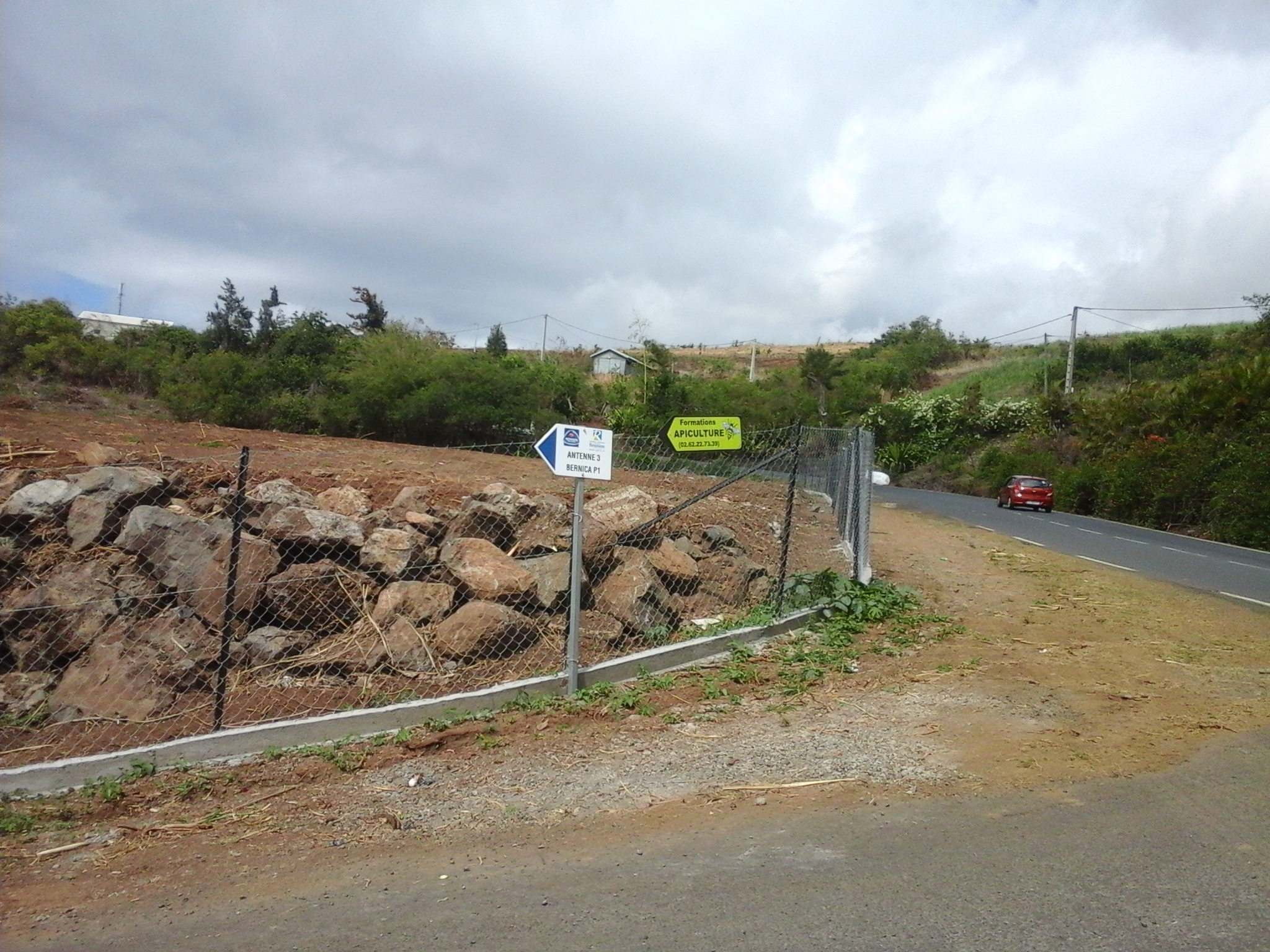
Chemin d'accès au lieu Kazkabar.

Située à l’ouest de l’île, sur la commune de Saint-Paul, à mi-hauteur entre les villages de Plateau Caillou et du Guillaume, Kazkabar se trouve dans le quartier de Bois-Rouge. Il s'agit d'un vaste champ de 25 000 hectares. Pour s'y rendre, il faut prendre la direction de Maïdo. Un autre lieu appelé également Kaz Kabar existe en Ardèche, une entreprise coopérative, inspiré du Kazkabar de La Réunion.
Kazkabar est accessible après avoir passé la ravine du Bernica, par le chemin de l'école, appelé également chemin de l'Antenne 3, du nom du numéro d'antenne qui irrigue cette portion de Bois-Rouge.
La consommation d'alcool y est interdite ainsi que les jeux d'argent.

## Histoire du lieu

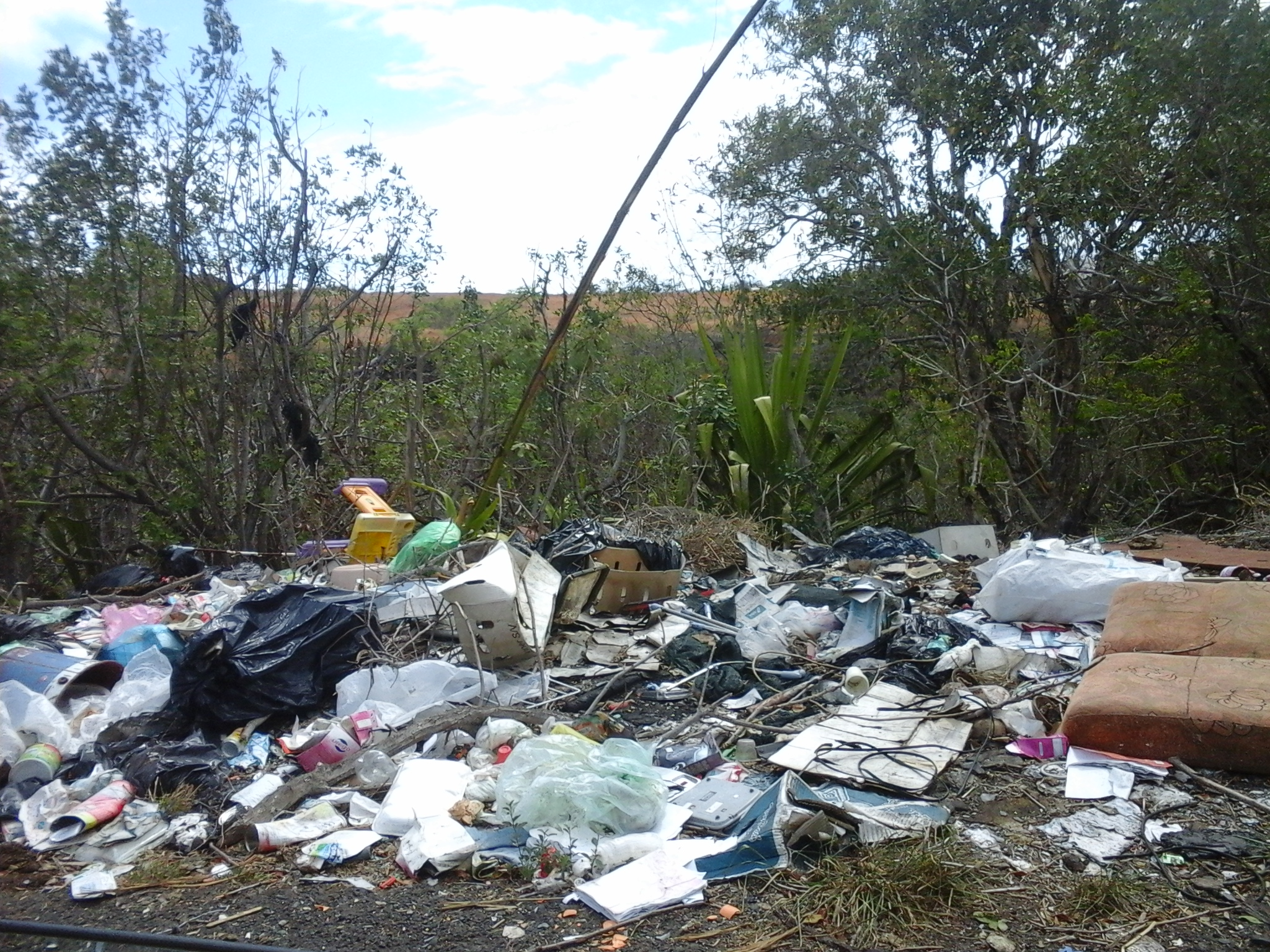
Problème de déchets sur la route qui mène à ce lieu de partages et traditions

Initialement,  Kazkabar était un vaste plateau de benjoins-pays, arbres endémiques de La Réunion. L'utilisation de l'écorce du benjoin-pays pour la préparation de plantes médicinales (tisane) et surtout l'utilisation de l'arbre pour l'ameublement a entraîné la disparition de la forêt,. Seul le lieu-dit Fond de Benjoin qui relie des sentiers pédestres, en passant par le chemin pavé, jusqu'à Kazkabar et les quelques benjoins replantés sur le terrain attestent de ce paysage passé.
Ensuite, la forêt laisse place à la culture de la canne à sucre. Le terrain est alors cultivé, pendant l'Engagisme, par des travailleurs essentiellement venus d'Inde, installés pour cette raison à Bois-Rouge. La culture de la canne a été peu à peu abandonnée. Aujourd'hui encore des descendants d'engagés occupent des parcelles autour de Kazkabar. Appelé également le Plateau Fernand, le lieu Kazkabar est avant tout une terre agricole.
L'espace est de nos jours sommairement aménagée : un abri recouvert de tôles de 12 mètres sur 6, un farfar, des toilettes sèches, une cuisine en torchis et une estrade. La quasi-totalité de la superficie du terrain est occupée par la savane, des forêts d'arbustes, des zones cultivées ou laissées en friche pour nourrir la faune présente : oiseaux, bœufs, chèvres. Le basculement des eaux Ouest/Est permet aujourd'hui une irrigation en eau agricole de toutes les parcelles dont celle de Kazkabar.

## Espace agricole
En juin 2004, Danyèl Waro, figure emblématique du Maloya et Florans Féliks initient une action appelée Bitasion Fonnkér. Bitasion (créole réunionnais) signifie champ ou terre agricole et Fonnkér rappelle le mot poème. Ils invitent, pour la première fois à Kazkabar, les habitants du quartier et les réunionnais à un moment de partage et de réflexion sur les liens qu'entretiennent l'homme et la nature: discussion sur le respect de l'environnement au travers de l'agriculture biologique, rencontres entre agricultures, chant en créole réunionnais sur la thématique agricole/terre, plantation d'arbres et de plantes endémiques de La Réunion ou en voie de disparition avec un volet de transmission de savoir-faire.
Depuis 2008, la location du terrain agricole à CBO Territoria, un opérateur immobilier global, permet des journées de plantation, d'éducation à l'agriculture, l'organisation de séances d'échanges avec des tisaneurs.

## Espace de partages et de transmissions

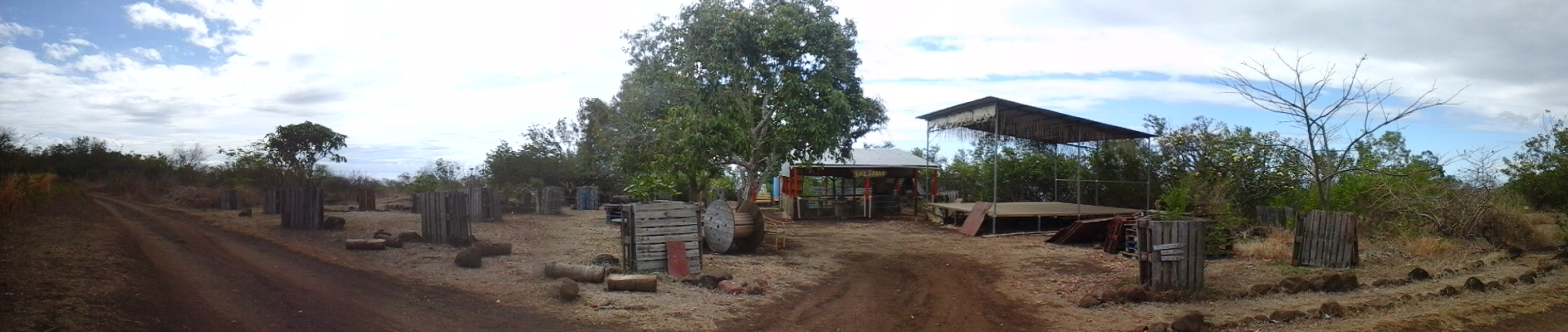
Un espace agricole et culturel : vue d'ensemble de Kazkabar Bwarouz.

Le lieu accueille des élèves des écoles du quartier de Bois-rouge et alentours pour des activités liées à la terre de Bois-Rouge/Bwarouz.
La terre du terrain agricole est une terre rouge qui est utilisée pour faire de la poterie. Des ateliers allant du tamisage à la cuisson sont organisés. Les élèves apprennent à utiliser des matériaux naturels, la faune et la flore, présentent sur le site pour confectionner des bijoux, créer l'objet-livre, fabriquer des instruments de musique traditionnelle comme le kayanm ou le bobre, travailler le tapis tressé en paille appelé sézi en réunionnais.
Se sont déroulés à Kazkabar les XXIIIe rencontres interrégionales des Langues et Cultures Régionales le 6 décembre 2013. Des représentants de l'Alsace, de la Bretagne, de la Corse, de la Guadeloupe, de la Guyane, de la Martinique, de Mayotte, de l'Occitanie, du Pays basque et de La Réunion ont visité le site et discuté sur le thème : Tourisme, langues et cultures régionales : un pays en partage !

## Lieu de traditions

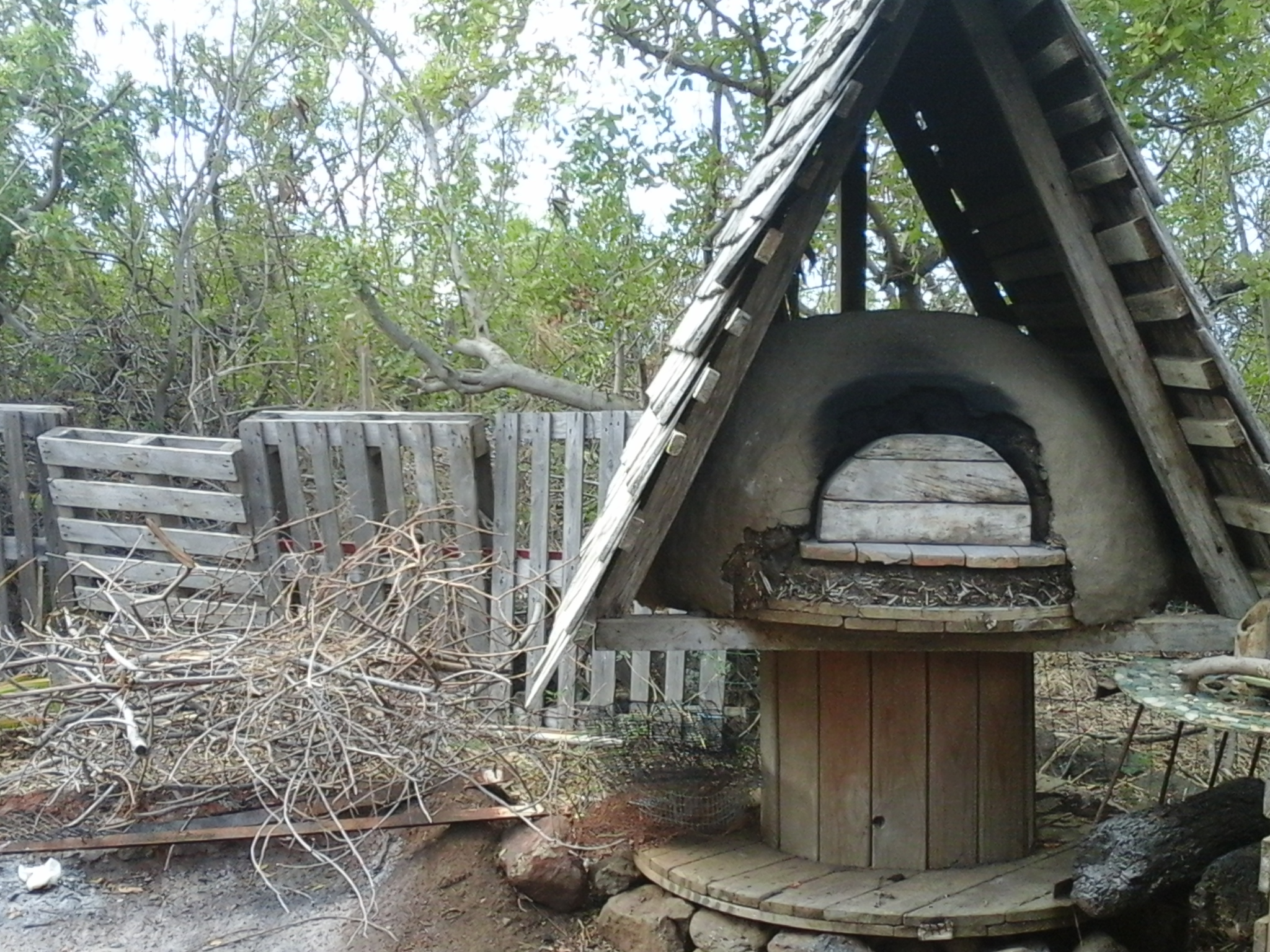
Four à pain traditionnel et cuisine en torchis fabriqués avec la terre de Bois-Rouge.

- La cuisine : des moments d'échanges et de pratiques s'organisent afin de partager des recettes traditionnelles et de réhabiliter des produits culinaires oubliés (Cambar, manioc, calbasse).
- Un four à pain traditionnel, fabriqué avec la terre de Bois-Rouge, permet la cuisson de pain préparé sous les conseils d'un volontaire boulanger.
- La musique et la langue créole sont les fils du partage de ce lieu[6].
- Kazkabar est une salle de théâtre en pleine nature: L'histoire du lieu et des engagés de Bois-Rouge se retrouvent dans le théâtre chanté et dansé du Narlgon ou Bal Tamoul, théâtre offert aux habitants du quartiers et aux réunionnais. Des compagnies de théâtre font vivre également ce lieu par des répétitions, de présentations ou des moments de partage: la compagnie Sakidi ou encore La compagnie Ibaho ont joué gratuitement à Kazkabar Bwarouz.

- La chaine ARTE a consacré une partie de son émission du 27 octobre 2014 à la représentation de pièces de Tchékov en créole (de la compagnie Sakidi) à Kazkabar Bwarouz.